# Колос (Свердловская область)
Колос — посёлок в Сысертском районе Свердловской области России. Входит в Сысертский муниципальный округ.
Ранее посёлок входил в состав Ключевского сельсовета Сысертского района.

## Географическое положение
Посёлок Колос расположен на правом берегу реки Исети, к юго-востоку от Екатеринбурга и Арамили, в 19 километрах (по автодороге в 22 километрах) к северо-северо-востоку от города Сысерти.

## История
До 1966 года назывался посёлком участка Урал НИИсхоза.
Нынешняя граница посёлка была установлена 2 августа 2007 года.

## Население
| 2002 | 2010 | 2021 |
| ---- | ---- | ---- |
| 161  | ↘159 | ↗183 |